# Noord-Beveland
Noord-Beveland – gmina w prowincji Zelandia w Holandii. Według spisu ludności z 2016 roku gmina liczy 7435 osób. Burmistrzem jest Marcel Delhez. Siedzibą gminy jest wieś Wissenkerke.

## Miejscowości
- Colijnsplaat
- Geersdijk
- Kamperland
- Kats
- Kortgene
- Wissenkerke[1]